# Spiegelglas
Spiegelglas ist eine Qualitätsbezeichnung für ein geschliffenes und poliertes Flachglas, das ursprünglich zur Produktion von Spiegeln hergestellt wurde. Der Brockhaus von 1911 definiert Spiegelglas als „auf beiden Seiten geschliffenes und poliertes Tafelglas, früher nur zu Spiegeln, jetzt auch viel zu Fenstern benutzt.“ Die entsprechende Produktionsstätte ist eine Spiegelglasmanufaktur oder Spiegelglashütte. Der Begriff Spiegelglas wird heute oft synonym für Floatglas verwendet.

## Spiegel
In der prähistorischen Zeit fanden Ganzmetallspiegel aus polierten Metallen wie Kupfer, Bronze und Silber Verwendung. Erst seit dem 14. Jahrhundert sind auf Glaskugeln basierende Spiegel bekannt. Im 19. Jahrhundert entstand der Silberspiegel durch Abscheidung von Silber auf flachem Glas, während heute Aluminium zur Spiegelherstellung verwendet wird, da Silberspiegel nach einiger Zeit trüb werden. Zur Beschichtung von Glas dienten auch Metalloxide oder Gold. Beschichtet man flaches Glas, so wird je nach Art und Dicke der Beschichtung die Transmission von Licht ganz oder teilweise verhindert und man erhält einen Spiegel oder Einwegspiegel (Polizeispiegel).

## Spiegelglas-Herstellung
Flachglas wird heute meist durch das Floatverfahren hergestellt. Dabei wird der überwiegende Teil der Flachglasproduktion in Spiegelglas-Qualität hergestellt. Heute findet der Großteil von Spiegelglas als Bauglas Verwendung oder wird zu Spezialgläsern weiterverarbeitet.

### Spiegelglashütte Münsterbusch
Die in Stolberg im Bereich der heutigen Straße An der Kesselschmiede gebaute Spiegelglashütte Münsterbusch war die erste Spiegelglashütte in Deutschland mit einer voll mechanisierten Schleif- und Polieranlage. 1863 verlegte der Glaskonzern Saint Gobain seine Aktivitäten von der Spiegelglashütte Münsterbusch ins Stolberger Tal zum Schnorrenfeld, weil dort ausreichend Wasser zum Schleifen vorhanden war. Trotz dieser weitgehend mechanisierten Schleif- und Poliermethoden, einem Kennzeichen industrieller Fertigungsmethoden, nannte sich die Hütte „Spiegelmanufaktur“.